# ESPRESSO

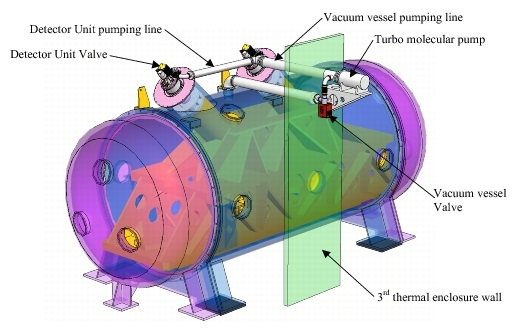
Concepto del espectrógrafo ESPRESSO en la Revisión de Diseño Preliminar.

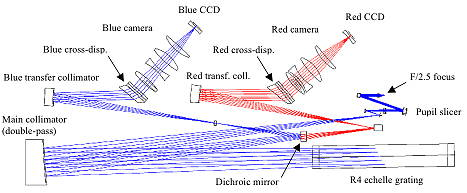
Diseño de la óptica del espectrógrafo ESPRESSO en la Revisión de Diseño Preliminar.

ESPRESSO es un acrónimo para Espectrógrafo Echelle para Exoplanetas Rocosos y Observaciones Espectroscópicas Estables, (Echelle Spectrograph for Rocky Exoplanet- and Stable Spectroscopic Observations, en inglés) es un espectrógrafo echelle disperso cruzado, de nueva generación, de alta resolución, alimentado por fibra óptica (R = 140'000) para el rango de longitud de onda visible (350 nm - 720 nm), para el Very Large Telescope del Observatorio Europeo Austral. Su característica principal es la estabilidad y la espectroscopia de precisión de velocidad radial.
La increíble precisión 'espectroscópica' de este instrumento proporcionará a la comunidad científicas con nuevas capacidades, que serán únicas en todo el mundo. Será capaz de empujar los límites de detección hasta planetas similares a la Tierra. Por ejemplo: La Tierra provoca una variación de velocidad radial de 9 cm/s en nuestro Sol.
El requisito es llegar a 10 centímetros por segundo (cm/s), pero el objetivo está dirigido a obtener un nivel de precisión de unos pocos cm/s. La instalación y puesta en marcha de ESPRESSO en el VLT se prevé en el 2014.
El instrumento es capaz de operar en el modo 1-UT y en el modo 4-UT. En el modo 4-UT, en la que todos los cuatro telescopios de 8 metros están conectados incoherentemente para formar un telescopio equivalente de 16 m el espectrógrafo llegará a objetos extremadamente débiles.

## Sensibilidad

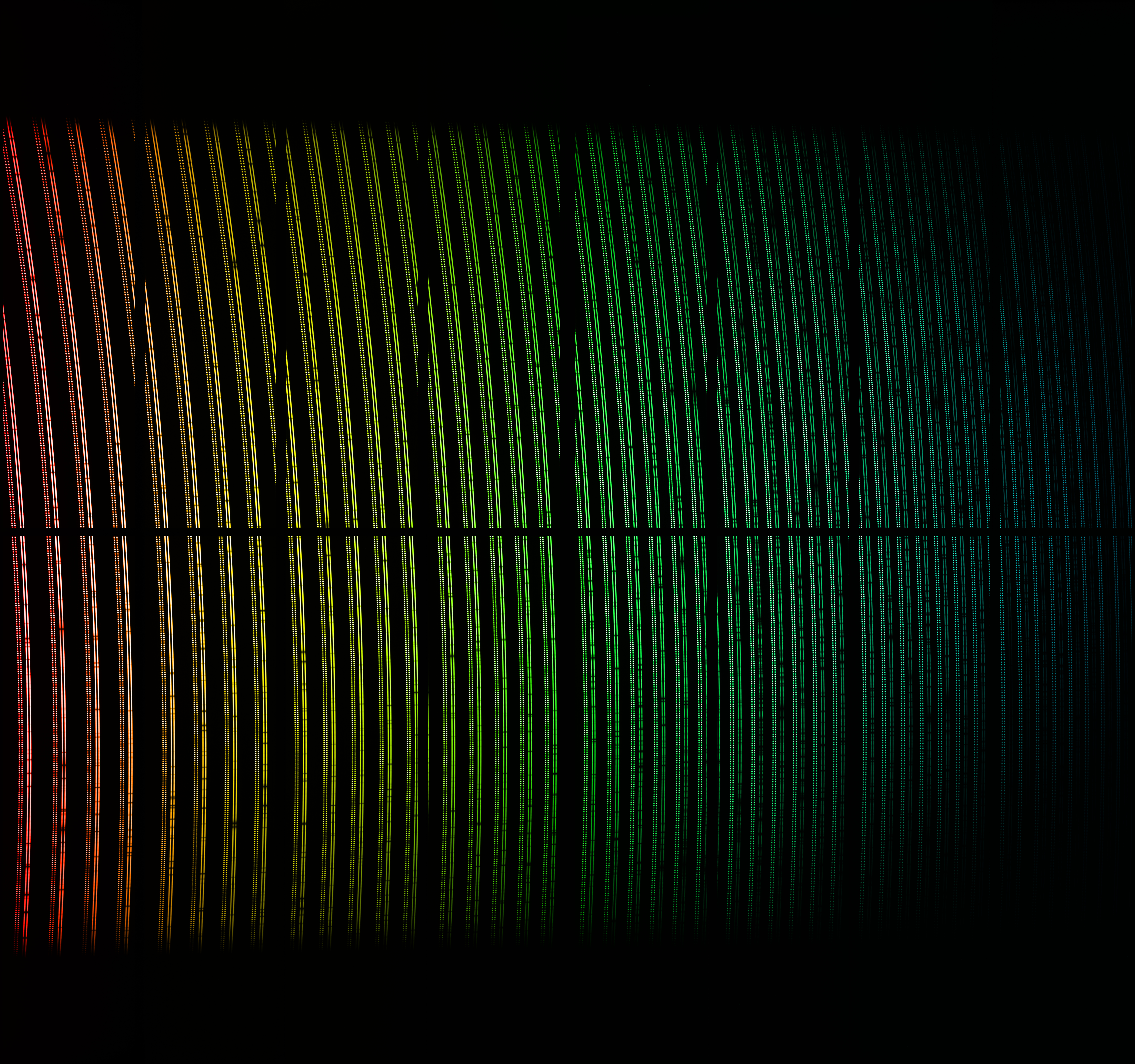
Datos de ESPRESSO de su primera luz.

Por ejemplo (para las estrellas del tipo G2V):
- Planetas rocosos alrededor de estrellas tan débiles como V ~ 9 (en el modo UT 1)
- Planetas de la masa de Neptuno alrededor de estrellas tan débiles como V ~ 12 (en el modo de UT 4)
- Planetas similares a la Tierra alrededor de estrellas tan débiles como V ~ 9 (CODEX en el E-ELT) (2017)[5]

## Estado
- Calendario: Primera luz del telescopio: objetivo de 2016
- Aceptación Preliminar en Europa, octubre de 2015
- Revisión del Diseño Final, abril de 2013
- Revisión del Diseño Preliminar, noviembre de 2011
- Reunión de lanzamiento, enero de 2011
- Fase A de la reunión de revisión de estudios, marzo de 2010

Todo el trabajo de diseño se completó y finalizó en abril de 2013, y la fase de fabricación del proyecto comenzó a partir de entonces. ESPRESSO fue probado el 3 de junio de 2016.  La primera luz de ESPRESSO se produjo el 25 de septiembre de 2016, durante la cual detectaron varios objetos, entre ellos la estrella 60 Sgr A. Después de ser enviado a Chile, instalado en el VLT, ESPRESSO vio su primera luz allí el 27 de noviembre de 2017, en modo 1-UT, observando la estrella  Tau Ceti; la primera estrella observada en el 4 El modo -UT fue el 3 de febrero de 2018.
ESPRESSO se ha abierto a la comunidad astronómica en el modo 1-UT (se utiliza un solo telescopio), y está produciendo datos científicos desde el 24 de octubre de 2018. En estrellas silenciosas ya ha demostrado una precisión de velocidad radial de 25 cm / s sobre un noche completa. Sin embargo, ha habido algunos problemas, por ejemplo, en la eficiencia de recolección de luz, que fue alrededor de un 30% menor de lo esperado y requerido. Por lo tanto, algunos ajustes, que incluyen el reemplazo de las partes que causan el problema de eficiencia y la posterior prueba, debían realizarse en el instrumento antes de que el modo completo de 4 UT estuviera abierto a la comunidad científica en abril de 2019. Se descubrió un problema en los controladores de dispositivos de carga acoplada ESPRESSO, hardware de imágenes digitales, donde un problema de no linealidad diferencial ha reducido la resolución obtenible con mayor severidad de lo que se temía anteriormente. El equipo de detectores de ESO que determinó la fuente del problema está trabajando actualmente, a partir de junio de 2019, en una nueva versión del hardware asociado para remediar este revés, con suerte temporal.
El 29 de agosto de 2019, el ESPRESSO ETC se actualizó para reflejar la ganancia en transmisión después de la misión técnica de julio. Esta afluencia de ganancia fue, en promedio, ≈50% en los modos UHR y HR y ≈40% en la RM.
A partir del 6 de abril de 2020, el detector de velocidad radial rojo ha logrado, al menos por un tiempo muy corto, la precisión de ≈10 cm / s, mientras que el detector azul hasta ahora solo ha logrado ≈60 cm / s. Los equipos de operadores y detectores de ESPRESSO están trabajando para caracterizar y corregir el problema, y se espera que se realice una misión dedicada durante 2020.
El 24 de mayo de 2020, un equipo liderado por A. Suárez Mascareño confirmó la existencia de Próxima b, también descubrieron que es 1,17 veces la masa de la Tierra, más pequeña que la estimación anterior de 1,3 veces y se encuentra en la zona habitable de su estrella, que orbita en 11,2 días. ESPRESSO logró una precisión de 30 centímetros por segundo (cm/s) o aproximadamente tres veces más precisa que la obtenida con HARPS. También encontraron una segunda señal en los datos, que podría ser de origen planetario.

## Objetivos científicos
Los principales científicos para ESPRESSO son:
- La medición de las velocidades radiales de alta precisión de las estrellas del tipo solar para la búsqueda de planetas rocosos.
- La medición de la variación de las constantes físicas.
- El análisis de la composición química de las estrellas en las galaxias cercanas.

Estos casos científicos requieren de una espectrometría eficiente, de alta resolución, extremadamente estable y precisa.

## Comparación entre ESPRESSO y CODEX
|                    | ESPRESSO                            | CODEX               |
| ------------------ | ----------------------------------- | ------------------- |
| Telescopio         | VLT (8m)                            | E-ELT (42m)         |
| Alcance            | Planetas Rocosos                    | Igual que la Tierra |
| Apertura del Cielo | 1 arcsec                            | 0.80 arcsec         |
| R                  | 150000                              | 150000              |
| λ Cobertura        | 350-730 nm                          | 380-680 nm          |
| λ Precisión        | 5 m/sec                             | 1 m/sec             |
| Estabilidad de RV  | < 10 cm/s                           | < 2 cm/s            |
|                    | Modo de 4-VLT (D=16m) con RV=1m/sec |                     |

Ref:

## Velocidad radial tablas comparativas
| Masa del Planeta    | Distancia AU | Velocidad radial |
| ------------------- | ------------ | ---------------- |
| Júpiter             | 1            | 28,4 m/s         |
| Júpiter             | 5            | 12,7 m/s         |
| Neptuno             | 0,1          | 4,8 m/s          |
| Neptuno             | 1            | 1,5 m/s          |
| Súper-Tierra (5 M⊕) | 0,1          | 1,4 m/s          |
| Súper-Tierra (5 M⊕) | 1            | 0,45 m/s         |
| Tierra              | 0,04109589   | 0,30 m/s         |
| Tierra              | 1            | 9 cm/s           |

Ref:

### Para las estrellas del tipo MK con planetas en la zona habitable
| Masa Estelar (M☉) | Planeta Masa (M⊕) | Lum. (L0) | Tipo | RHAB. (AU) | Velocidad radial (cm/s) | Período (días) |
| ----------------- | ----------------- | --------- | ---- | ---------- | ----------------------- | -------------- |
| 0,10              | 1,0               | 8e-4      | M8   | 0,028      | 168                     | 6              |
| 0,21              | 1,0               | 7.9e-3    | M5   | 0.089      | 65                      | 21             |
| 0,47              | 1,0               | 6.3e-2    | M0   | 0,25       | 26                      | 67             |
| 0,65              | 1,0               | 1.6e-1    | K5   | 0,40       | 18                      | 115            |
| 0,78              | 2,0               | 4.0e-1    | K0   | 0,63       | 25                      | 209            |

Ref:
| Planeta           | Tipo de Planeta   | Semieje mayor (UA) | Período Orbital | Velocidad radial (m/s) | Detectable por:                                      |
| ----------------- | ----------------- | ------------------ | --------------- | ---------------------- | ---------------------------------------------------- |
| 51 Pegasi b       | Júpiter caliente  | 0.05               | 4.23 días       | 55.9                   | Espectrógrafo de primera generación.                 |
| 55 Cancri d       | Gas gigante       | 5.77               | 14.29 años      | 45.2                   | Espectrógrafo de primera generación.                 |
| Júpiter           | Gas gigante       | 5.20               | 11.86 años      | 12.4                   | Espectrógrafo de primera generación.                 |
| Gliese 581 c      | Super-Tierra      | 0.07               | 12.92 días      | 3.18                   | Espectrógrafo de segunda generación.                 |
| Saturno           | Gas gigante       | 9.58               | 29.46 años      | 2.75                   | Espectrógrafo de segunda generación.                 |
| Alpha Centauri Bb | Planeta terrestre | 0.04               | 3.23 días       | 0.510                  | Espectrógrafo de segunda generación.                 |
| Neptuno           | Gigante helado    | 30.10              | 164.79 años     | 0.281                  | Espectrógrafo de tercera generación.                 |
| Tierra            | Planeta habitable | 1.00               | 365.26 días     | 0.089                  | Espectrógrafo de tercera generación. (probablemente) |
| Plutón            | Planeta enano     | 39.26              | 246.04 años     | 0.00003                | No detectable.                                       |